# Parafia Świętej Trójcy w Bogorii
Parafia pw. Świętej Trójcy w Bogorii – parafia rzymskokatolicka znajdująca się w diecezji sandomierskiej w dekanacie Staszów. Erygowana w 1685. Mieści się przy ulicy Staszowskiej.